# Протистояння (мінісеріал)
«Протистояння» (англ. The Stand) — американський фантастичний мінісеріал 1994 року режисера Міка Ґерріса. 4-серійний фільм-катастрофа знятий за однойменним романом Стівена Кінґа. Серіал розповідає один із варіантів того, яким може стати апокаліпсис для більшості жителів планети Земля.

## Сюжет
Одного разу світ, яким ми його звикли бачити, припинив своє існування. Можливо, це сталося завдяки витівкам підступного Люцифера, а може втомлений Бог просто клацнув рубильник. Але так чи інакше, всьому прийшов кінець. І, звичайно, посприяли цьому люди.
Так, розробляючи страшний вірус, учені однієї секретної лабораторії припускають найстрашнішу помилку. І смертоносна зброя виривається на свободу. Можливо все б закінчилося зовсім по-іншому, якби не один простий службовець, який вирішив врятувати себе і свою сім'ю, виїхавши подалі від того злощасного місця. Саме він став першим розносником зарази, яка дуже скоро поширилася на всю планету і вбила практично все населення. Ті ж, хто залишилися, стали бачити дивні сни. Багатьом людям у снах ввижалася одна і та ж чорношкіра жінка, яка чекала їх на ґанку якогось заміського будинку. Інші ж бачили Лас-Вегас і його сяючі вивіски.
Таким чином, представники людства, які залишилися в живих, самі того не розуміючи розділилися на два табори: праведники, які ще сподіваються змінити життя на краще і повернути колишній світ, і грішники — ті, хто хоче взяти від життя все і зараз, наплювавши на всілякі наслідки і живучи в своє задоволення.
І незабаром розпочнеться справжнє протистояння між підопічними темношкірої Ебігейл і угрупованням відчайдушних злочинців під керуванням самого Люцифера.

## У ролях
| Актор             | Роль                     |
| ----------------- | ------------------------ |
| Ґері Сініз        | Стю Редман               |
| Моллі Рінґволд    | Френні Голдсміт          |
| Джеймі Шерідан    | Рендалл Флегг            |
| Міґель Феррер     | Ллойд Генрід             |
| Лаура Сан Джакомо | Надін Кросс              |
| Рубі Ді           | матінка Ебігейл Фріментл |
| Адам Сторк        | Ларрі Андервуд           |
| Роб Лоу           | Нік Андрос               |
| Корін Немек       | Гарольд Лойдер           |
| Метт Фрюер        | «Чувак Сміттєбак»        |
| Стівен Кінґ       | Тедді Вейзак             |
| Сем Андерсон      | Вітні Горґан             |
| Том Голланд       | Карл Г'ю                 |
| Воррен Фрост      | Джордж Річардсон         |
| Макс Райт         | Герберт Деннінджер       |
| Сем Реймі         | Боббі Террі              |

## Список серій
| № | Назва серії    | Режисер    | Сценарист   | Дата виходу         | Тривалість |
| - | -------------- | ---------- | ----------- | ------------------- | ---------- |
| 1 | «Чума»         | Мік Ґерріс | Стівен Кінґ | 8 травня 1994 року  | 85 хв.     |
| 2 | «Сни»          | Мік Ґерріс | Стівен Кінґ | 9 травня 1994 року  | 87 хв.     |
| 3 | «Зрада»        | Мік Ґерріс | Стівен Кінґ | 11 травня 1994 року | 87 хв.     |
| 4 | «Протистояння» | Мік Ґерріс | Стівен Кінґ | 12 травня 1994 року | 87 хв.     |

## Нагороди та номінації
| Рік  | Премія                     | Категорія                                           | Номінант                                                           | Результат |
| ---- | -------------------------- | --------------------------------------------------- | ------------------------------------------------------------------ | --------- |
| 1994 | Премія «Еммі»              | Найкращий грим в мінісеріалі                        | Стів Джонсон, Білл Корсо, Девід Дюпоу, Джоел Гарлоу, Каміль Кальве | Перемога  |
| 1994 | Премія «Еммі»              | Найкращий звук в драматичному мінісеріалі           | Гранд Максвелл, Майкл Рушак, Річард Шекснайдер, Дон Саммер         | Перемога  |
| 1994 | Прайм-тайм премія «Еммі»   | Найкраща робота художників в мінісеріалі            | Нельсон Коутс, Бертон Ренчер, Майкл Перрі, Сьюзен Бенджамін        | Номінація |
| 1994 | Прайм-тайм премія «Еммі»   | Найкраща операторська робота в мінісеріалі          | Едвард Джей Пей                                                    | Номінація |
| 1994 | Прайм-тайм премія «Еммі»   | Найкраща музика для мінісеріалу                     | В. Г. Вальден                                                      | Номінація |
| 1994 | Прайм-тайм премія «Еммі»   | Найкращий мінісеріал                                |                                                                    | Номінація |
| 1995 | Премія «Сатурн»            | Найкраща телепостановка                             |                                                                    | Номінація |
| 1995 | Премія Гільдії кіноакторів | Найкраща чоловіча роль у телефільмі або мінісеріалі | Ґері Сініз                                                         | Номінація |